# Брейдер, Бруно
Эрнст Бруно Эвальд Брейдер (фин. Ernst Bruno Evald Breider, 24 июля 1907, Выборг — 13 апреля 1995, Хельсинки) — финский шахматист, шахматный композитор, журналист, литератор и функционер. В составе сборной Финляндии участник неофициальной шахматной олимпиады.

## Биография
Получил инженерное образование. Много лет проработал в компании «VR Group».
Увлекся шахматами в 1925 г., когда стал решать шахматные задачи. С 1928 г. участвовал в соревнованиях Выборгского шахматного клуба. Неоднократно выигрывал клубные турниры. В 1933 г. в карельской газете опубликовал свою первую задачу.
После Советско-Финской войны 1939—1940 гг. жил в Хельсинки. На короткое время вернулся в Выборг только во время войны 1941—1944 гг. В это время единственный раз стал чемпионом родного города. После окончания войны снова жил в Хельсинки. Состоял в Хельсинкском шахматном клубе и участвовал в местных соревнованиях. Также играл по переписке.
С 1950 г. состоял в Железнодорожном шахматном клубе. Пять раз выигрывал шахматный чемпионат «VR Group».
В последующие годы больше занимался шахматной композицией: составлял задачи и был судьей конкурсов. Много раз участвовал в финских чемпионатах по композиции и международных конкурсах. В течение всей жизни составил около 100 задач (67 опубликовал). Некоторые задачи были включены в «Альбом ФИДЕ».
Сделал хорошую карьеру на административной работе в шахматных организациях. С 1933 по 1939 гг. был казначеем и членом совета Выборгского шахматного клуба. В 1955—1958 гг. был членом Хельсинкского совета Шахматной федерации Финляндии. В 1955—1956 гг. входил в совет Шахматной федерации Финляндии.

## Спортивные результаты
| Год  | Город     | Соревнование                                                        | + | − | = | Результат | Место |
| ---- | --------- | ------------------------------------------------------------------- | - | - | - | --------- | ----- |
| 1934 | Выборг    | Весенний турнир Выборгского шахматного клуба                        |   |   |   |           | 1     |
|      | Выборг    | Осенний турнир Выборгского шахматного клуба                         |   |   |   |           | 2     |
|      | Выборг    | Чемпионат Выборга                                                   |   |   |   |           | 2     |
| 1935 | Выборг    | Весенний турнир Выборгского шахматного клуба                        |   |   |   |           | 2     |
| 1936 | Выборг    | Весенний турнир Выборгского шахматного клуба                        |   |   |   |           | 1     |
|      | Мюнхен    | Неофициальная шахматная олимпиада (сборная Финляндии, 1-й запасной) | 3 | 5 | 2 | 4 из 10   |       |
|      | Хельсинки | Чемпионат Финляндии                                                 |   |   |   |           | 7     |
| 1937 | Выборг    | Осенний турнир Выборгского шахматного клуба                         |   |   |   |           | 1     |
|      | Выборг    | Чемпионат Выборга                                                   |   |   |   |           | 2     |
| 1938 | Выборг    | Осенний турнир Выборгского шахматного клуба                         |   |   |   |           | 1     |
|      | Выборг    | Чемпионат Выборга                                                   |   |   |   |           | 2     |
| 1941 | Хельсинки | Чемпионат Хельсинки                                                 |   |   |   |           | 3     |
| 1944 | Выборг    | Чемпионат Выборга                                                   |   |   |   |           | 1     |
| 1945 | Хельсинки | Чемпионат Хельсинки                                                 |   |   |   |           | 6     |
| 1946 | Хельсинки | Турнир Хельсинкского шахматного клуба                               |   |   |   |           | 3     |
| 1947 | Хельсинки | Турнир Хельсинкского шахматного клуба                               |   |   |   |           | 1     |
|      |           | Турнир по переписке                                                 |   |   |   |           | 8     |
| 1949 | Хельсинки | Чемпионат Хельсинки                                                 |   |   |   |           | 3     |